# Ponkowie
Ponkowie, Ponka (ang. Ponca; oryg. Páⁿka lub Ppáⁿkka) – plemię Indian północnoamerykańskich, posługujące się językiem z rodziny siouańskich. Należy do grupy Siuksów Południowych. Wyróżnia się dwa plemiona Ponków – Ponkowie z Nebraski oraz Ponkowie z Oklahomy.

## Pochodzenie
Ponkowie pierwotnie pochodzą z terenów na wschód od Missisipi, z doliny rzeki Ohio. Następnie, w wyniku wojen z Irokezami, wyruszyli za zwierzyną na zachód.

## Znani Ponkowie
- Tommy Morrison – bokser i aktor